# Herbert Scurla
Herbert Scurla, né le 21 avril 1905 à Großräschen et mort le 7 avril 1981 à Kolkwitz, est un universitaire et romancier allemand.

## Éléments biographiques
Herbert Scurla naît en 1905 non loin de Cottbus dans le Brandebourg. Il fait des études de droit et d’économie à Berlin. Il adhère au parti national-socialiste en mai 1933 ainsi qu’à d’autres organisations nazies[Lesquelles ?]. À partir des années 1930, Scurla travaille pour l’Office allemand d’échanges universitaires qui dépend dès 1934 du ministère de l’Éducation du Reich. Dans les années 1930 et 1940, il monte en grade, donne des cours, publie, participe à des séminaires ; il se rend en Turquie en 1937 et en 1939 pour dresser le bilan de l’activité des universitaires allemands. Il échappe à l’incorporation dans la Wehrmacht. En 1945, il est apprenti menuisier. En 1948, il vit en zone soviétique et devient membre du Parti national-démocrate d'Allemagne où se « recyclent » d’anciens nazis. À partir de 1952, il vit à Cottbus et se déclare écrivain. Il publie des biographies et des récits de voyage qui ont beaucoup de succès[non neutre]. Il est très actif dans le milieu culturel est-allemand. Il meurt en 1981 à Cottbus. Spécialiste de la dissimulation, Scurla a souvent utilisé des pseudonymes et bien qu’il fût un ancien nazi, il a vécu en zone d’occupation soviétique (1945-1949) puis en RDA (1949-1990) sans avoir d’ennuis.

## Distinctions
Herbert Scurla est décoré en 1971 de la Médaille Johannes-R.-Becher, en 1974 de l'ordre du Mérite patriotique (Vaterländischer Verdienstorden).